# Gabrijel Jelovšek
Gabrijel Viktor Jelovšek, slovenski poslovnež, politik in mecen,* 10. april 1858, Vrhnika, Avstrijsko cesarstvo, 4. december 1927, Vrhnika, Kraljevina SHS.

## Življenjepis
Gabrijel Jelovšek se je rodil 10. aprila 1858 na Vrhniki v veleposestniški družini, ki je že stoletja  živela na isti posesti. Za svoj rojstni kraj je naredil mnogo koristnega: priskrbel  mu je novo šolo, posojilnico, mlekarno, vodovod, železniško povezavo z Ljubljano, ob Močilniku je naredil naravni park. Bil je soustanovitelj Narodne tiskarne v Ljubljani, Ljubljanske  kreditne banke in podpornik društva slovenskih jamarjev.
V letih 1895–1901 je kot poslanec katoliške narodne stranke  v kranjskem deželnem zboru zastopal deželne občine sodnih okrajev Ljubljane in Vrhnike. Bil je tudi  dolgoletni župan Vrhnike. Umrl  je 4. decembra 1927 na Vrhniki.